# Понизье (Витебская область)
Понизье (бел. Паніззе) — деревня в Бешенковичском районе Витебской области Беларуси. Входит в состав Улльского сельсовета.

## География
Деревня находится в центральной части Витебской области, на левом берегу Западной Двины, к востоку от автодороги Р-113, на расстоянии приблизительно 18 километров (по прямой) к северо-западу от городского посёлка Бешенковичи, административного центра района. Абсолютная высота — 119 метров над уровнем моря. Площадь населённого пункта — 0,1316 км².

## История
По состоянию на 1906 год, в деревне насчитывалось 3 двора и проживало 19 человек (12 мужчин и 7 женщин). В административном отношении входила в состав Слиощинского сельского общества Улльской волости Лепельского уезда Витебской губернии.
До 17 июля 1964 года Понизье входило в состав Сокоровского сельсовета.

## Население
По данным переписи 2019 года, постоянное население в деревне отсутствовало.
| Год  | Население, человек |
| ---- | ------------------ |
| 1906 | 19                 |
| 2009 | ↘ 4                |
| 2019 | ↘ 0                |